# Хесс, Ганс
Ганс Хесс (нем. Hans Heß; 25 мая 1929, Таль, Тюрингия — 14 ноября 2024) — военно-морской деятель ГДР, в 1982—1989 годах начальник политического управления и заместитель командующего фольксмарине, контр-адмирал (1982).

## Биография
Из семьи автомеханика. В 1944—1945 годах работал рабочим на производстве. В 1946—1948 годах посещал подготовительные курсы в Йенский университет, в 1948—1950 годах обучался в нём. В 1947 году стал членом СЕПГ. 18 ноября 1950 года вступил в Морскую народную полицию, предшественницу ВМС ГДР. В 1950—1951 годах был курсантом Школы морской полиции в Парове (Seepolizeischule Parow). После её окончания служил там до 1955 года на инструкторской и административной работе. В 1955—1959 годах проходил обучение в Военно-морской академии им. К. Е. Ворошилова в Ленинграде. После своего возвращения в ГДР до 1961 года занимал должность руководителя политотдела и заместителя командира бригады торпедных катеров. В 1962—1963 годах служил руководителем политотдела и заместителем командира 4-й флотилии фольксмарине. В 1963—1970 годах занимал аналогичную должность в 6-й флотилии фольксмарине. В 1970—1982 годах служил заместителем командира и начальником политотдела в Высшем военно-морском училище им. Карла Либкнехта в Штральзунде. 7 октября 1982 года в 33-ю годовщину образования ГДР ему было присвоено звание контр-адмирала. С 15 октября 1982 года по 31 декабря 1989 года занимал пост начальника политического управления и заместителя командующего фольксмарине (Stellvertreter des Chefs und Leiter/Chef der Politischen Verwaltung). Уволен в отставку 31 декабря 1989 года.
Умер 14 ноября 2024 года в возрасте 95 лет.

## Награды
- Орден «За заслуги перед Отечеством» в золоте;
- Военный орден «За заслуги перед народом и Отечеством» в серебре.

## Воинские звания
- контр-адмирал (7 октября 1982 года)